# Mërgim Vojvoda
Mërgim Vojvoda (Hof, 1º febbraio 1995) è un calciatore albanese naturalizzato kosovaro, difensore del Como e della nazionale kosovara.

## Biografia
Nato il 1º febbraio 1995 a Hof, in Germania, da genitori provenienti dall'allora provincia autonoma jugoslava del Kosovo a maggioranza albanese, dopo essere tornato in Kosovo e poi aver vissuto temporaneamente in Repubblica Ceca, è infine cresciuto in Belgio.

## Caratteristiche tecniche
Di ruolo terzino destro, può giocare anche da esterno di centrocampo su entrambe le fasce e difensore centrale, in virtù della sua altezza. Destro naturale, ma in grado di controllare la palla anche con il piede debole, è dotato di una grande tecnica individuale, buon controllo palla, dribbling e capacità di cross, oltre ad essere abbastanza rapido ed agile.

## Carriera

### Club

#### Anni in Belgio
Cresciuto nelle giovanili dello Standard Liegi, tra il 2014 e il 2016 ha trascorso due stagioni in prestito tra il Sint-Truiden e il Carl Zeiss Jena, prima di venire ceduto a titolo definitivo al Mouscron. Dopo 3 anni al Mouscron, il 27 maggio 2019 fa ritorno allo Standard Liegi.

#### Torino e Como
Il 27 agosto 2020 viene ufficializzato l’acquisto del terzino kosovaro da parte del Torino con il quale sottoscrive un contratto di 4 anni.. L'esordio nella massima serie avviene il 19 settembre, in occasione della partita persa in casa della Fiorentina, rilevando nei minuti finali Armando Izzo. Il 3 maggio 2021 segna il suo primo gol in maglia granata con un tap-in su assist di Cristian Ansaldi, nella partita che ha sancito la matematica retrocessione per il Parma.
Il 3 febbraio 2025, dopo 131 presenze e 3 gol con il Toro, viene ufficializzato il suo passaggio al Como per 2,5 milioni di euro, stante il mancato rinnovo del suo contratto in scadenza a giugno. Il 5 aprile seguente segna la sua prima rete con i lariani, fissando il definitivo successo per 3-1 in casa del Monza.

### Nazionale
Debutta con la nazionale albanese Under-21 il 28 marzo 2015 nella partita valida per le qualificazioni ad Euro 2017, vinta per 0-2 contro il Liechtenstein Under-21.
Il 7 novembre 2016 riceve la convocazione dalla nazionale kosovara, decidendo così di lasciare la nazionale albanese per quella kosovara. Esordisce l'11 giugno 2017 nella partita persa 1-4 contro la Turchia valevole per le qualificazioni ai Mondiali 2018. Da lì in poi diviene il terzino destro titolare della sua nazionale, tanto che il 7 settembre 2019 mette a segno la sua prima rete nel successo per 2-1 sulla Rep. Ceca.

## Statistiche

### Presenze e reti nei club
Statistiche aggiornate al 24 maggio 2025.
| Stagione                    | Squadra                     | Campionato                  | Campionato | Campionato | Coppe nazionali | Coppe nazionali | Coppe nazionali | Coppe continentali | Coppe continentali | Coppe continentali | Altre coppe | Altre coppe | Altre coppe | Totale | Totale |
| Stagione                    | Squadra                     | Comp                        | Pres       | Reti       | Comp            | Pres            | Reti            | Comp               | Pres               | Reti               | Comp        | Pres        | Reti        | Pres   | Reti   |
| --------------------------- | --------------------------- | --------------------------- | ---------- | ---------- | --------------- | --------------- | --------------- | ------------------ | ------------------ | ------------------ | ----------- | ----------- | ----------- | ------ | ------ |
| 2014-2015                   | Sint-Truiden                | D2                          | 4          | 0          | CB              | 0               | 0               | -                  | -                  | -                  | -           | -           | -           | 4      | 0      |
| 2015-2016                   | Carl Zeiss Jena             | RLN                         | 24         | 0          | CG              | 2               | 0               | -                  | -                  | -                  | -           | -           | -           | 26     | 0      |
| 2016-2017                   | R.E. Mouscron               | PL                          | 21+9       | 0+1        | CB              | 1               | 0               | -                  | -                  | -                  | -           | -           | -           | 31     | 1      |
| 2017-2018                   | R.E. Mouscron               | PL                          | 26+5       | 0          | CB              | 2               | 0               | -                  | -                  | -                  | -           | -           | -           | 33     | 0      |
| 2018-2019                   | R.E. Mouscron               | PL                          | 29+8       | 1+0        | CB              | 2               | 0               | -                  | -                  | -                  | -           | -           | -           | 39     | 1      |
| Totale Royal Excel Mouscron | Totale Royal Excel Mouscron | Totale Royal Excel Mouscron | 76+22      | 1+1        |                 | 5               | 0               |                    | -                  | -                  |             | -           | -           | 103    | 2      |
| 2019-2020                   | Standard Liegi              | PL                          | 25         | 1          | CB              | 2               | 0               | UEL                | 3                  | 0                  | -           | -           | -           | 30     | 1      |
| ago. 2020                   | Standard Liegi              | PL                          | 3          | 0          | CB              | -               | -               | UEL                | -                  | -                  | -           | -           | -           | 3      | 0      |
| Totale Standard Liegi       | Totale Standard Liegi       | Totale Standard Liegi       | 28         | 1          |                 | 2               | 0               |                    | 3                  | 0                  |             | -           | -           | 33     | 1      |
| 2020-2021                   | Torino                      | A                           | 24         | 2          | CI              | 1               | 0               | -                  | -                  | -                  | -           | -           | -           | 25     | 2      |
| 2021-2022                   | Torino                      | A                           | 29         | 0          | CI              | 1               | 0               | -                  | -                  | -                  | -           | -           | -           | 30     | 0      |
| 2022-2023                   | Torino                      | A                           | 29         | 0          | CI              | 3               | 0               | -                  | -                  | -                  | -           | -           | -           | 32     | 0      |
| 2023-2024                   | Torino                      | A                           | 28         | 0          | CI              | 2               | 1               | -                  | -                  | -                  | -           | -           | -           | 30     | 1      |
| 2024-feb. 2025              | Torino                      | A                           | 17         | 0          | CI              | 1               | 0               | -                  | -                  | -                  | -           | -           | -           | 18     | 0      |
| Totale Torino               | Totale Torino               | Totale Torino               | 127        | 2          |                 | 8               | 1               |                    | -                  | -                  |             | -           | -           | 135    | 3      |
| feb.-giu. 2025              | Como                        | A                           | 11         | 1          | CI              | -               | -               | -                  | -                  | -                  | -           | -           | -           | 11     | 1      |
| Totale carriera             | Totale carriera             | Totale carriera             | 292        | 6          |                 | 17              | 1               |                    | 3                  | 0                  |             | -           | -           | 312    | 7      |

### Cronologia presenze e reti in nazionale

#### Kosovo
| Cronologia completa delle presenze e delle reti in nazionale ― Kosovo | Cronologia completa delle presenze e delle reti in nazionale ― Kosovo | Cronologia completa delle presenze e delle reti in nazionale ― Kosovo | Cronologia completa delle presenze e delle reti in nazionale ― Kosovo | Cronologia completa delle presenze e delle reti in nazionale ― Kosovo | Cronologia completa delle presenze e delle reti in nazionale ― Kosovo | Cronologia completa delle presenze e delle reti in nazionale ― Kosovo | Cronologia completa delle presenze e delle reti in nazionale ― Kosovo |
| Data                                                                  | Città                                                                 | In casa                                                               | Risultato                                                             | Ospiti                                                                | Competizione                                                          | Reti                                                                  | Note                                                                  |
| --------------------------------------------------------------------- | --------------------------------------------------------------------- | --------------------------------------------------------------------- | --------------------------------------------------------------------- | --------------------------------------------------------------------- | --------------------------------------------------------------------- | --------------------------------------------------------------------- | --------------------------------------------------------------------- |
| 11-6-2017                                                             | Scutari                                                               | Kosovo                                                                | 1 – 4                                                                 | Turchia                                                               | Qual. Mondiali 2018                                                   | -                                                                     |                                                                       |
| 2-9-2017                                                              | Zagabria                                                              | Croazia                                                               | 1 – 0                                                                 | Kosovo                                                                | Qual. Mondiali 2018                                                   | -                                                                     | 83’                                                                   |
| 5-9-2017                                                              | Scutari                                                               | Kosovo                                                                | 0 – 1                                                                 | Finlandia                                                             | Qual. Mondiali 2018                                                   | -                                                                     |                                                                       |
| 6-10-2017                                                             | Scutari                                                               | Kosovo                                                                | 0 – 2                                                                 | Ucraina                                                               | Qual. Mondiali 2018                                                   | -                                                                     |                                                                       |
| 9-10-2017                                                             | Reykjavík                                                             | Islanda                                                               | 2 – 0                                                                 | Kosovo                                                                | Qual. Mondiali 2018                                                   | -                                                                     |                                                                       |
| 13-11-2017                                                            | Kosovska Mitrovica                                                    | Kosovo                                                                | 4 – 3                                                                 | Lettonia                                                              | Amichevole                                                            | -                                                                     |                                                                       |
| 24-3-2018                                                             | Franconville                                                          | Kosovo                                                                | 1 – 0                                                                 | Madagascar                                                            | Amichevole                                                            | -                                                                     | 64’                                                                   |
| 27-3-2018                                                             | Franconville                                                          | Kosovo                                                                | 2 – 0                                                                 | Burkina Faso                                                          | Amichevole                                                            | -                                                                     | 69’                                                                   |
| 29-5-2018                                                             | Zurigo                                                                | Albania                                                               | 0 – 3                                                                 | Kosovo                                                                | Amichevole                                                            | -                                                                     | 68’                                                                   |
| 7-9-2018                                                              | Baku                                                                  | Azerbaigian                                                           | 0 – 0                                                                 | Kosovo                                                                | UEFA Nations League 2018-2019 - 1º turno                              | -                                                                     |                                                                       |
| 10-9-2018                                                             | Pristina                                                              | Kosovo                                                                | 2 – 0                                                                 | Fær Øer                                                               | UEFA Nations League 2018-2019 - 1º turno                              | -                                                                     |                                                                       |
| 11-10-2018                                                            | Pristina                                                              | Kosovo                                                                | 3 – 1                                                                 | Malta                                                                 | UEFA Nations League 2018-2019 - 1º turno                              | -                                                                     |                                                                       |
| 14-10-2018                                                            | Tórshavn                                                              | Fær Øer                                                               | 1 – 1                                                                 | Kosovo                                                                | UEFA Nations League 2018-2019 - 1º turno                              | -                                                                     |                                                                       |
| 17-11-2018                                                            | Ta' Qali                                                              | Malta                                                                 | 0 – 5                                                                 | Kosovo                                                                | UEFA Nations League 2018-2019 - 1º Turno                              | -                                                                     |                                                                       |
| 20-11-2018                                                            | Pristina                                                              | Kosovo                                                                | 4 – 0                                                                 | Azerbaigian                                                           | UEFA Nations League 2018-2019 - 1º turno                              | -                                                                     |                                                                       |
| 21-3-2019                                                             | Pristina                                                              | Kosovo                                                                | 2 – 2                                                                 | Danimarca                                                             | Amichevole                                                            | -                                                                     |                                                                       |
| 25-3-2019                                                             | Pristina                                                              | Kosovo                                                                | 1 – 1                                                                 | Bulgaria                                                              | Qual. Euro 2020                                                       | -                                                                     | 19’                                                                   |
| 7-6-2019                                                              | Podgorica                                                             | Montenegro                                                            | 1 – 1                                                                 | Kosovo                                                                | Qual. Euro 2020                                                       | -                                                                     |                                                                       |
| 10-6-2019                                                             | Sofia                                                                 | Bulgaria                                                              | 2 – 3                                                                 | Kosovo                                                                | Qual. Euro 2020                                                       | -                                                                     | 62’                                                                   |
| 7-9-2019                                                              | Pristina                                                              | Kosovo                                                                | 2 – 1                                                                 | Rep. Ceca                                                             | Qual. Euro 2020                                                       | 1                                                                     |                                                                       |
| 10-9-2019                                                             | Southampton                                                           | Inghilterra                                                           | 5 – 3                                                                 | Kosovo                                                                | Qual. Euro 2020                                                       | -                                                                     | 38’ (aut.)                                                            |
| 14-10-2019                                                            | Pristina                                                              | Kosovo                                                                | 2 – 0                                                                 | Montenegro                                                            | Qual. Euro 2020                                                       | -                                                                     | 85’ 88’                                                               |
| 14-11-2019                                                            | Plzeň                                                                 | Rep. Ceca                                                             | 2 – 1                                                                 | Kosovo                                                                | Qual. Euro 2020                                                       | -                                                                     |                                                                       |
| 17-11-2019                                                            | Pristina                                                              | Kosovo                                                                | 0 – 4                                                                 | Inghilterra                                                           | Qual. Euro 2020                                                       | -                                                                     |                                                                       |
| 3-9-2020                                                              | Parma                                                                 | Moldavia                                                              | 1 – 1                                                                 | Kosovo                                                                | UEFA Nations League 2020-2021 - 1º turno                              | -                                                                     |                                                                       |
| 6-9-2020                                                              | Pristina                                                              | Kosovo                                                                | 1 – 2                                                                 | Grecia                                                                | UEFA Nations League 2020-2021 - 1º turno                              | -                                                                     | 58’                                                                   |
| 8-10-2020                                                             | Skopje                                                                | Macedonia del Nord                                                    | 2 – 1                                                                 | Kosovo                                                                | Qual. Euro 2020                                                       | -                                                                     | 64’                                                                   |
| 14-10-2020                                                            | Amarousio                                                             | Grecia                                                                | 0 – 0                                                                 | Kosovo                                                                | UEFA Nations League 2020-2021 - 1º turno                              | -                                                                     |                                                                       |
| 11-11-2020                                                            | Elbasan                                                               | Albania                                                               | 2 – 1                                                                 | Kosovo                                                                | Amichevole                                                            | -                                                                     | 84’                                                                   |
| 15-11-2020                                                            | Lubiana                                                               | Slovenia                                                              | 2 – 1                                                                 | Kosovo                                                                | UEFA Nations League 2020-2021 - 1º turno                              | -                                                                     | 45’                                                                   |
| 18-11-2020                                                            | Pristina                                                              | Kosovo                                                                | 1 – 0                                                                 | Moldavia                                                              | UEFA Nations League 2020-2021 - 1º turno                              | -                                                                     |                                                                       |
| 24-3-2021                                                             | Pristina                                                              | Kosovo                                                                | 4 – 0                                                                 | Lituania                                                              | Amichevole                                                            | -                                                                     |                                                                       |
| 28-3-2021                                                             | Pristina                                                              | Kosovo                                                                | 0 – 3                                                                 | Svezia                                                                | Qual. Mondiali 2022                                                   | -                                                                     |                                                                       |
| 31-3-2021                                                             | Siviglia                                                              | Spagna                                                                | 3 – 1                                                                 | Kosovo                                                                | Qual. Mondiali 2022                                                   | -                                                                     |                                                                       |
| 1-6-2021                                                              | Pristina                                                              | Kosovo                                                                | 4 – 1                                                                 | San Marino                                                            | Amichevole                                                            | -                                                                     |                                                                       |
| 4-6-2021                                                              | Klagenfurt am Wörthersee                                              | Kosovo                                                                | 2 – 1                                                                 | Malta                                                                 | Amichevole                                                            | -                                                                     |                                                                       |
| 2-9-2021                                                              | Batumi                                                                | Georgia                                                               | 0 – 1                                                                 | Kosovo                                                                | Qual. Mondiali 2022                                                   | -                                                                     |                                                                       |
| 5-9-2021                                                              | Pristina                                                              | Kosovo                                                                | 1 – 1                                                                 | Grecia                                                                | Qual. Mondiali 2022                                                   | -                                                                     | 51’                                                                   |
| 8-9-2021                                                              | Pristina                                                              | Kosovo                                                                | 0 – 2                                                                 | Spagna                                                                | Qual. Mondiali 2022                                                   | -                                                                     |                                                                       |
| 9-10-2021                                                             | Solna                                                                 | Svezia                                                                | 3 – 0                                                                 | Kosovo                                                                | Qual. Mondiali 2022                                                   | -                                                                     | 73’                                                                   |
| 12-10-2021                                                            | Pristina                                                              | Kosovo                                                                | 1 – 2                                                                 | Georgia                                                               | Qual. Mondiali 2022                                                   | -                                                                     |                                                                       |
| 10-11-2021                                                            | Pristina                                                              | Kosovo                                                                | 0 – 2                                                                 | Giordania                                                             | Amichevole                                                            | -                                                                     |                                                                       |
| 14-11-2021                                                            | Amarousio                                                             | Grecia                                                                | 1 – 1                                                                 | Kosovo                                                                | Qual. Mondiali 2022                                                   | -                                                                     |                                                                       |
| 24-3-2022                                                             | Pristina                                                              | Kosovo                                                                | 5 – 0                                                                 | Burkina Faso                                                          | Amichevole                                                            | 1                                                                     | 72’                                                                   |
| 29-3-2022                                                             | Zurigo                                                                | Svizzera                                                              | 1 – 1                                                                 | Kosovo                                                                | Amichevole                                                            | -                                                                     | 90’                                                                   |
| 25-3-2023                                                             | Tel Aviv                                                              | Israele                                                               | 1 – 1                                                                 | Kosovo                                                                | Qual. Euro 2024                                                       | -                                                                     | 88’                                                                   |
| 16-6-2023                                                             | Pristina                                                              | Kosovo                                                                | 0 – 0                                                                 | Romania                                                               | Qual. Euro 2024                                                       | -                                                                     |                                                                       |
| 19-6-2023                                                             | Budapest                                                              | Bielorussia                                                           | 2 – 1                                                                 | Kosovo                                                                | Qual. Euro 2024                                                       | -                                                                     |                                                                       |
| 9-9-2023                                                              | Pristina                                                              | Kosovo                                                                | 2 – 2                                                                 | Svizzera                                                              | Qual. Euro 2024                                                       | -                                                                     | 90+2’                                                                 |
| 12-9-2023                                                             | Bucarest                                                              | Romania                                                               | 2 – 0                                                                 | Kosovo                                                                | Qual. Euro 2024                                                       | -                                                                     | 53’ 81’                                                               |
| 12-10-2023                                                            | Andorra la Vella                                                      | Andorra                                                               | 0 – 3                                                                 | Kosovo                                                                | Qual. Euro 2024                                                       | -                                                                     | 14’                                                                   |
| 18-11-2023                                                            | Basilea                                                               | Svizzera                                                              | 1 – 1                                                                 | Kosovo                                                                | Qual. Euro 2024                                                       | -                                                                     |                                                                       |
| 21-11-2023                                                            | Pristina                                                              | Kosovo                                                                | 0 – 1                                                                 | Bielorussia                                                           | Qual. Euro 2024                                                       | -                                                                     | 86’                                                                   |
| 22-3-2024                                                             | Erevan                                                                | Armenia                                                               | 0 – 1                                                                 | Kosovo                                                                | Amichevole                                                            | -                                                                     |                                                                       |
| 26-3-2024                                                             | Budapest                                                              | Ungheria                                                              | 2 – 0                                                                 | Kosovo                                                                | Amichevole                                                            | -                                                                     | 90+1’                                                                 |
| 5-6-2024                                                              | Oslo                                                                  | Norvegia                                                              | 3 – 0                                                                 | Kosovo                                                                | Amichevole                                                            | -                                                                     |                                                                       |
| 6-9-2024                                                              | Pristina                                                              | Kosovo                                                                | 0 – 3                                                                 | Romania                                                               | UEFA Nations League 2024-2025 - 1º turno                              | -                                                                     | 81’, 85’                                                              |
| 12-10-2024                                                            | Kaunas                                                                | Lituania                                                              | 1 – 2                                                                 | Kosovo                                                                | UEFA Nations League 2024-2025 - 1º turno                              | -                                                                     |                                                                       |
| 15-10-2024                                                            | Pristina                                                              | Kosovo                                                                | 3 – 0                                                                 | Cipro                                                                 | UEFA Nations League 2024-2025 - 1º turno                              | -                                                                     |                                                                       |
| 15-11-2024                                                            | Bucarest                                                              | Romania                                                               | 3 – 0 tav                                                             | Kosovo                                                                | UEFA Nations League 2024-2025 - 1º turno                              | -                                                                     | 45+2’                                                                 |
| 18-11-2024                                                            | Pristina                                                              | Kosovo                                                                | 1 – 0                                                                 | Lituania                                                              | UEFA Nations League 2024-2025 - 1º turno                              | -                                                                     |                                                                       |
| 20-3-2025                                                             | Pristina                                                              | Kosovo                                                                | 2 – 1                                                                 | Islanda                                                               | UEFA Nations League 2024-2025 - Play-off                              | -                                                                     | 80’                                                                   |
| 23-3-2025                                                             | Murcia                                                                | Islanda                                                               | 1 – 3                                                                 | Kosovo                                                                | UEFA Nations League 2024-2025 - Play-off                              | -                                                                     | 39’                                                                   |
| 6-6-2025                                                              | Pristina                                                              | Kosovo                                                                | 5 – 2                                                                 | Armenia                                                               | Amichevole                                                            | 1                                                                     | Cap.                                                                  |
| Totale                                                                |                                                                       | Presenze (2º posto)                                                   | 64                                                                    |                                                                       | Reti                                                                  | 3                                                                     |                                                                       |

#### Albania Under-21
| Cronologia completa delle presenze e delle reti in nazionale ― Albania under 21 | Cronologia completa delle presenze e delle reti in nazionale ― Albania under 21 | Cronologia completa delle presenze e delle reti in nazionale ― Albania under 21 | Cronologia completa delle presenze e delle reti in nazionale ― Albania under 21 | Cronologia completa delle presenze e delle reti in nazionale ― Albania under 21 | Cronologia completa delle presenze e delle reti in nazionale ― Albania under 21 | Cronologia completa delle presenze e delle reti in nazionale ― Albania under 21 | Cronologia completa delle presenze e delle reti in nazionale ― Albania under 21 |
| Data                                                                            | Città                                                                           | In casa                                                                         | Risultato                                                                       | Ospiti                                                                          | Competizione                                                                    | Reti                                                                            | Note                                                                            |
| ------------------------------------------------------------------------------- | ------------------------------------------------------------------------------- | ------------------------------------------------------------------------------- | ------------------------------------------------------------------------------- | ------------------------------------------------------------------------------- | ------------------------------------------------------------------------------- | ------------------------------------------------------------------------------- | ------------------------------------------------------------------------------- |
| 8-10-2014                                                                       | Buzău                                                                           | Romania under 21                                                                | 3 – 1                                                                           | Albania under 21                                                                | Amichevole                                                                      | -                                                                               | 46’                                                                             |
| 28-3-2015                                                                       | Vaduz                                                                           | Liechtenstein under 21                                                          | 0 – 2                                                                           | Albania under 21                                                                | Qual. Europeo Under-21 2017                                                     | -                                                                               |                                                                                 |
| 16-6-2015                                                                       | Sollentuna                                                                      | Svezia under 21                                                                 | 4 – 1                                                                           | Albania under 21                                                                | Amichevole                                                                      | -                                                                               | 51’ 66’                                                                         |
| 3-9-2015                                                                        | Tirana                                                                          | Albania under 21                                                                | 1 – 1                                                                           | Israele under 21                                                                | Qual. Europeo Under-21 2017                                                     | -                                                                               |                                                                                 |
| 8-9-2015                                                                        | Tirana                                                                          | Albania under 21                                                                | 1 – 6                                                                           | Portogallo under 21                                                             | Qual. Europeo Under-21 2017                                                     | -                                                                               |                                                                                 |
| 13-10-2015                                                                      | Felcsút                                                                         | Ungheria under 21                                                               | 2 – 2                                                                           | Albania under 21                                                                | Qual. Europeo Under-21 2017                                                     | -                                                                               |                                                                                 |
| 12-11-2015                                                                      | Arouca                                                                          | Portogallo under 21                                                             | 4 – 0                                                                           | Albania under 21                                                                | Qual. Europeo Under-21 2017                                                     | -                                                                               |                                                                                 |
| 16-11-2015                                                                      | Tirana                                                                          | Albania under 21                                                                | 2 – 0                                                                           | Liechtenstein under 21                                                          | Qual. Europeo Under-21 2017                                                     | -                                                                               |                                                                                 |
| 28-3-2016                                                                       | Elbasan                                                                         | Albania under 21                                                                | 2 – 1                                                                           | Ungheria under 21                                                               | Qual. Europeo Under-21 2017                                                     | -                                                                               | 87’                                                                             |
| Totale                                                                          |                                                                                 | Presenze                                                                        | 9                                                                               |                                                                                 | Reti                                                                            | 0                                                                               |                                                                                 |

## Palmarès

### Club
- Tweede klasse: 1[17]

2014-2015

### Individuale
- Calciatore kosovaro dell'anno: 1[18]

2020